# Herb gminy Miastków Kościelny
Herb gminy Miastków Kościelny – jeden z symboli gminy Miastków Kościelny, ustanowiony 23 marca 2009.

## Wygląd i symbolika
Herb przedstawia na tarczy koloru złotego czerwony wizerunek kościoła z czarnymi oknami i dachem, a po jego obu stronach srebrne lilie. Jest to nawiązanie do kościoła w Miastkowie Kościelnym i jego patronki, Maryi.